# Mesocco
Mesocco est une commune suisse du canton des Grisons, située dans la région de Moesa.

Vue aérienne (1953).

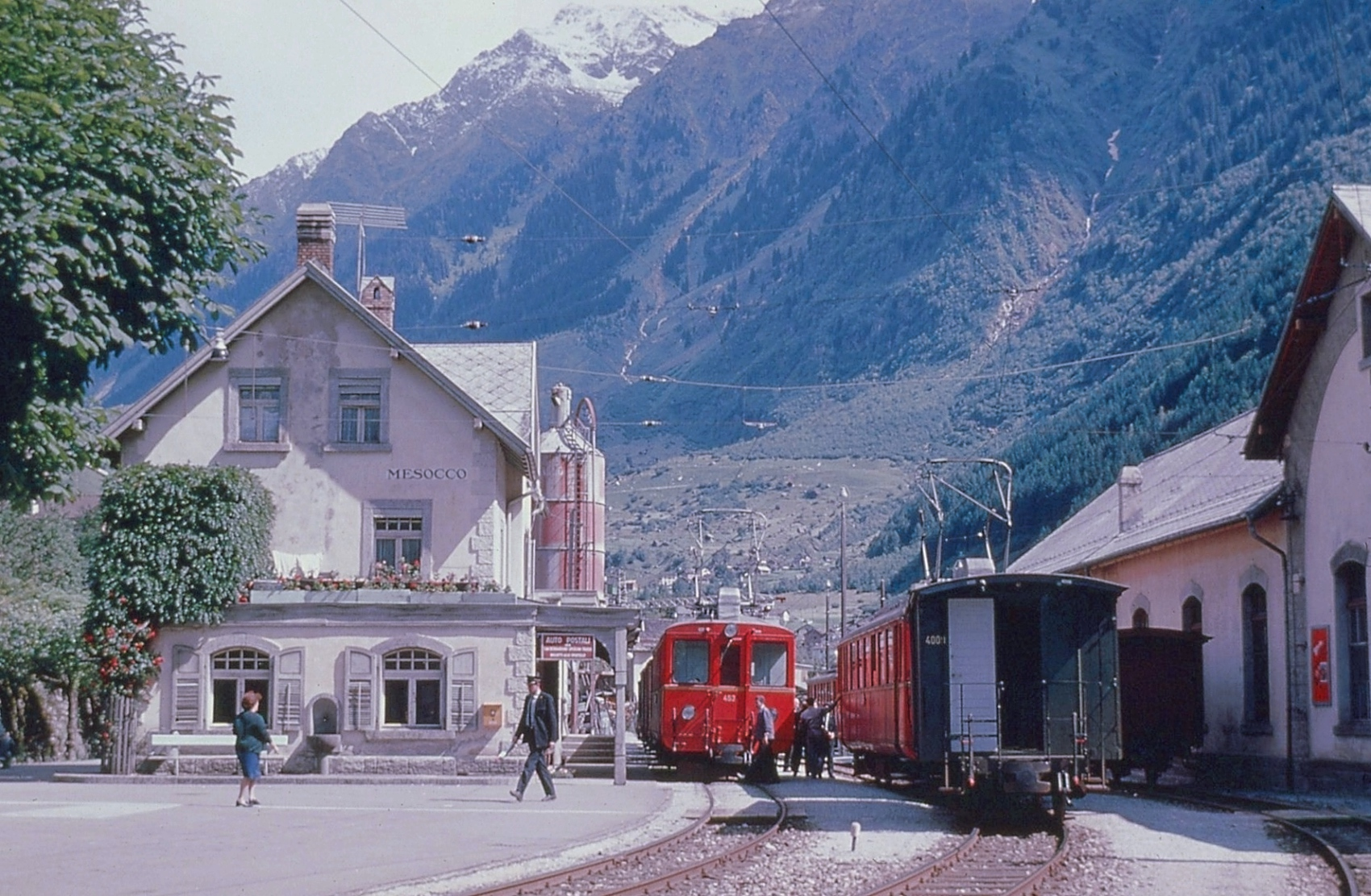
Gare de Mesocco (1970), ligne Bellinzone-Mesocco. Photo J.-M. Bongni.